# Псиломелан
Псиломелан (рос. псиломелан; англ. psilomelane; нім. Psilomelan n) –

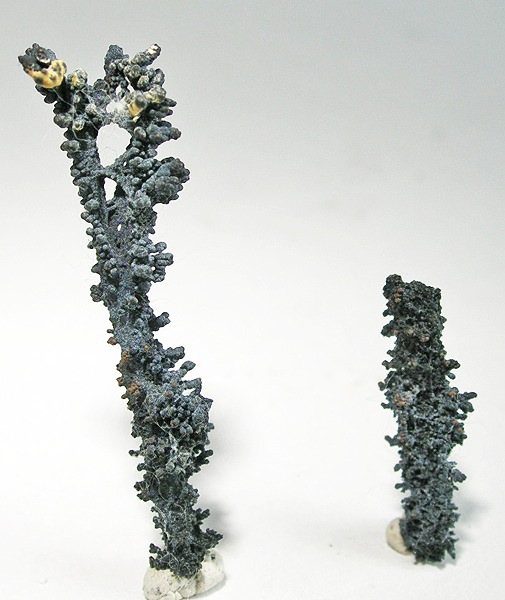
Псиломелан, штат Аризона, США

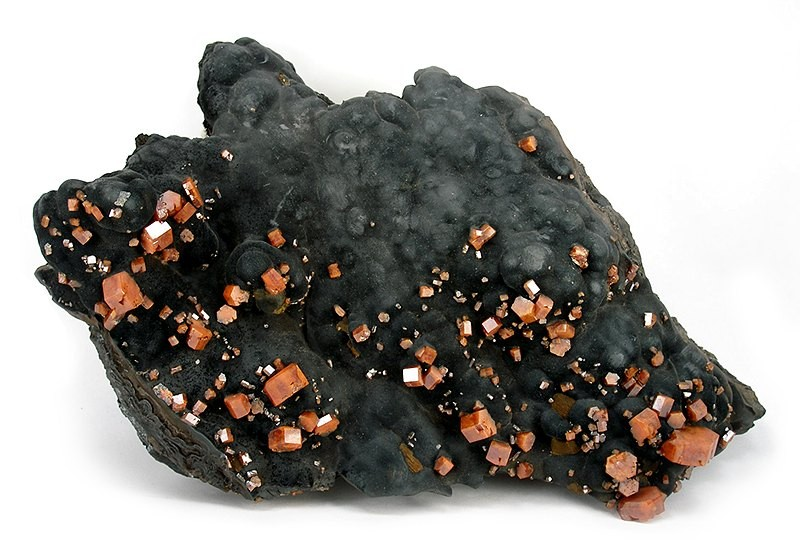
Псиломелан, Марокко

- 1) Мінерал класу оксидів і гідрооксидів, основний оксид барію і манґану ланцюжкової будови. Склад мінливий, BaMn2+(Mn4+)9O20•3H2O. Містить ВаО (від 0-4 до 12,4-17,5 %); MnO2 — 72,77; MnO — 7,42; H2O — 3,77. Сингонія моноклінна. Утворює натічні з концентрично-зональною будовою, а також землисті, порошкоподібні агрегати. Густина 4,71. Твердість 5,5-6,5. Блиск напівметалічний. Крихкий. Поширений мінерал зони окиснення марганцевих родовищ і первинних осадових родовищ манґану. Рідше зустрічається в гідротермальних родовищах як другорядний мінерал. Марганцева руда. Поширення: Гессен, Рейнланд-Пфальц, Ейфель — ФРН, Чіатура (Грузія), Нагпур (Індія). Є в Україні в Нікопольському марганцевому басейні.

Синоніми: белдонгірит, псиломеланіт, вад, скляна голова чорна, манґаномелан вохра чорна, α-псиломелан, протомелан, руда манґанова тверда або чорна, псиломеланіт.
- 2) Суміш оксидів і гідроксидів Mn у вигляді натічних («чорна скляна голова»), суцільних масивних або землистих (вад) агрегатів. До складу таких сумішей входять, крім власне псиломелану (романешиту), криптомелан, голандит, коронадит, піролюзит і ін. оксиди і гідроксиди Mn; ці суміші (особливо вад) поширені значно ширше, ніж романешит. Збагачується флотацією (після відсадки і іноді магнітної сепарації). Псиломелан поряд з піролюзитом — головний компонент манґанових руд.

Від грецьк. «псильос» — лисий, голий, гладенький і «мелас» — чорний (W.K.Haidinger, 1827).

## Різновиди
Розрізняють:
- псиломелан аномальний (псиломелан з низькою твердістю 1,5–3,0);
- псиломелан баріїстий (1. псиломелан; 2. голандит);
- псиломелан баріїсто-кальціїстий (суміш піролюзиту з псиломеланом);
- псиломеланіт (псиломелан);
- псиломелан каліїстий (псиломелан, який містить до 3,5 % K2O);
- псиломелан кальціїстий (псиломелан, який містить до 9 % CaO);
- псиломелан літіїстий (псиломелан, який містить до 4 % Li2O);
- псиломелан мідний (вад мідний); псиломелан м'який (псиломелан аномальний з низькою твердістю 1,0–3,0);
- псиломелан свинцевистий (квенселіт);
- α-псиломелан (псиломелан).